# Anthony Fantano
Anthony Fantano, né le 28 octobre 1985 à Houston au Texas, est un vidéaste, critique musical, bassiste et journaliste américain.
Il est principalement connu pour avoir créé The Needle Drop, un blog vidéo de critiques musicales. Se décrivant lui-même comme « le nerd musical le plus occupé d'Internet », il analyse de nombreux genres musicaux, s'intéressant à des albums de pop, de rock, de hip-hop, de jazz, de metal ou encore de musique électronique. Il fait également du rap humoristique sous le nom de Cal Chuchesta.

## Biographie
Anthony Fantano grandit dans la ville de Wolcott dans le Connecticut. Il est d'origine italo-canadienne. Lors de son enfance, il souhaitait devenir un dessinateur humoristique, étant un fan de la série Les Simpson.
Au milieu des années 2000, Fantano devient directeur musical à la station de radio de la Southern Connecticut State University. En 2007, il est engagé à la Connecticut Public Radio où il présente son émission The Needle Drop. La même année, il publie des critiques textuelles sur son blog du même nom. C'est en 2009 qu'il commence les critiques en vidéo sur sa chaine YouTube avec une critique de la compilation Matador Singles ’08 du chanteur Jay Reatard, depuis supprimée pour problèmes de droits d'auteur,,. Après avoir constaté que sa critique de l'album Cosmogramma du producteur Flying Lotus apparaissait en recommandations à côtés des clips musicaux de ce dernier, Fantano est convaincu du potentiel de sa chaine YouTube.

### Vie personnelle
Fantano vit à Middletown dans le Connecticut. Il est vegan depuis l'âge de 18 ans.
En 2020, il apporte son soutien au candidat démocrate Bernie Sanders.

## Style de critique
Dans ses vidéos, Anthony Fantano note les albums dont il parle sur une échelle de 0 à 10, en les accompagnant d'un adjectif (soit léger, convenable ou fort). Souvent dans ses critiques, il fait intervenir Cal Chuchesta, son colocataire (joué par Fantano lui-même), un personnage niais et attendrissant faisant souvent des boutades légères et des remarques naïves, ce qui a souvent le don d'énerver Anthony.
À ce jour[évasif], sept albums ont reçu la note maximale de 10/10 (The Money Store de Death Grips, To Be Kind de Swans, To Pimp a Butterfly de Kendrick Lamar, Kids See Ghosts de Kanye West et Kid Cudi,You Won't Get What You Want de Daughters, The Turning Wheel de Spellling, Sinner Get Ready ainsi que Lingua Ignota et Brat de Charli XCX). À l'inverse, seulement quatre albums ont reçu la note minimale de 0/10 (Speedin' Bullet 2 Heaven de Kid Cudi, The Big Day de Chance the Rapper, Father of All Motherfuckers de Green Day et Welcome To The Madhouse de Tones and I). En 2016, il démarre un format de critiques nommé Not Good, où il traite en quelques minutes d'albums qu'il estime tellement mauvais et insipides qu'ils ne méritent pas une vidéo concrète et détaillée.
À chaque fin d'année, Fantano consacre une semaine entière à des critiques d'albums cultes. Il appelle ces évènements les Classic Weeks.